# Tajništvo za komunikacije Svete Stolice
Tajništvo za komunikacije Svete Stolice jedno je od papinskih vijeća (dikasterija) Rimske kurije, nastalo 2015. godine odlukom pape Franje.
Tajništvo za komunikacije (talijanski: Segreteria per la Comunicazione) je dikasterij (papinsko vijeće) Rimske kurije s autoritetom nad svim komunikacijskim uredima Svete Stolice, uključujući: nekadašnje Papinsko vijeće za društvene komunikacije koje je potpalo pod ovo Tajništvo, Ured za tisak Svete Stolice, Internetske usluge Vatikana, Vatikanski radio, Vatikanski televizijski centar, novine L'Osservatore Romano, usluge fotografija i Vatikansku izdavačku kuću.
Tajništvo je utemeljio papa Franjo u lipnju 2015. Talijanski monsinjor Dario Edoardo Viganò, bivši direktor Vatikanskog televizijskog centra, prvi je prefekt Tajništva, a tajnik je monsinjor Lucio Adrian Ruiz, bivši šef Internetskih usluga Vatikana. Paul Nusiner, bivši generalni direktor talijanskih novina Avvenire je generalni direktor. Zamjenik generalnog direktora je James Galvan, bivši šef Odjela za međunarodne odnose i Pravne poslove Vatikana, i član Upravnog odbora Vatikanskog televizijskog centra. 